# ヴァーサ・ミイッチ
ヴァーサ・ミイッチ（セルビア語: Васа Мијић、1973年4月11日 - ）は、セルビアの元男子バレーボール選手。ノヴィ・サド出身。ポジションはリベロ。元セルビア・モンテネグロ代表。

## 来歴
1999年、ヴォイヴォディナ・ノヴィサド在籍時にナショナルチーム代表に選出される。ユーゴスラビア代表のリベロとして2000年シドニーオリンピックに出場し、金メダル獲得に貢献した。2001年欧州選手権では初優勝に貢献し、ベストディガー賞を受賞、2001年ワールドグランドチャンピオンズカップでは、ベストディガー賞とベストレシーバー賞をダブル受賞した。
セルビア・モンテネグロ代表としては2003年ワールドリーグ準優勝、同年ワールドカップで銅メダルを獲得。翌年の2004年アテネオリンピックまで代表を務め、ナショナルチームの守備の要、守護神として活躍した。
現役引退後の2009年、ヴォイヴォディナ・ノヴィサドの代表に就任した。

## 球歴
- オリンピック - 2000年（金メダル）、2004年（5位）
- ワールドカップ - 2003年（銅メダル）
- ワールドグランドチャンピオンズカップ - 2001年（3位）
- ワールドリーグ - 2003年（準優勝）、2002年、2004年（3位）
- 欧州選手権 - 2001年（優勝）

## 所属クラブ
- ヴォイヴォディナ・ノヴィサド （ -2001年）
- オリンピアコス （2001-2002年）
- ヴォイヴォディナ・ノヴィサド （2003-2005年）
- トゥールVB （2005-2006年）
- イスクラ・オジンツォボ （2006-2007年）